# Changement climatique en Afrique du Sud
Le changement climatique entraîne en Afrique du Sud une augmentation des températures et une variabilité des précipitations.

## Contexte

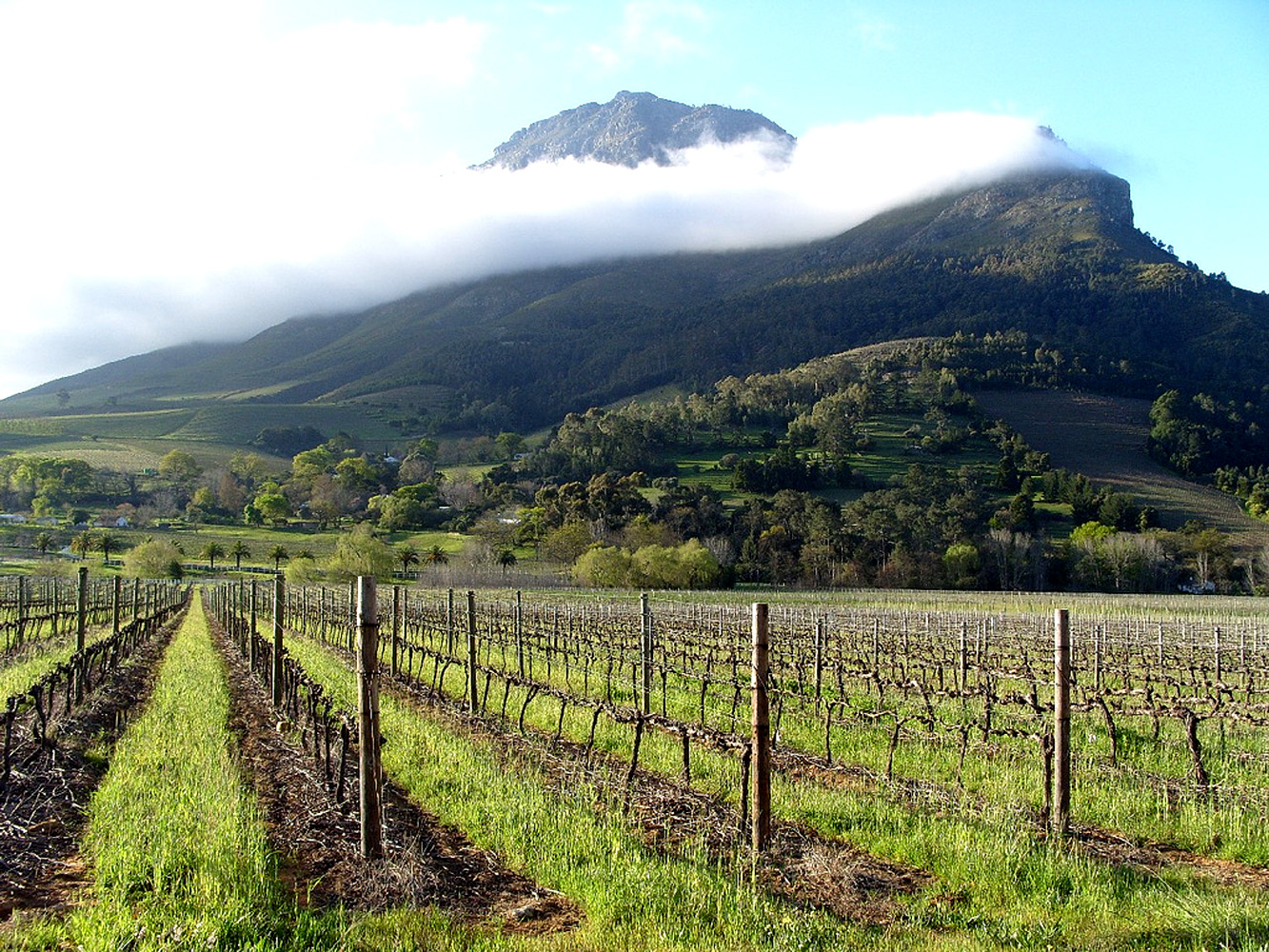
Le changement climatique impactera l'agriculture en Afrique du Sud (vigne palissée à Stellenbosch).

Les preuves montrent que les événements météorologiques extrêmes sont de plus en plus importants en raison du changement climatique. 

## Effets néfastes
Il s'agit d'une préoccupation essentielle pour les Sud-Africains, car le changement climatique affecte l'état général et le bien-être du pays, par exemple en ce qui concerne les ressources hydriques. Comme dans de nombreuses autres régions du monde, la recherche sur le climat montre que le véritable défi en Afrique du Sud est davantage lié aux problèmes environnementaux qu'aux problèmes de développement. L'effet le plus grave cible l'approvisionnement en eau, qui a d'énormes effets sur le secteur agricole. Les changements environnementaux rapides entraînent des effets sur la communauté et le niveau environnemental de différentes manières et sous différents aspects, à commencer par la qualité de l'air, les températures et les conditions météorologiques, en passant par la sécurité alimentaire et la mortalité.
Les divers effets du changement climatique sur les communautés rurales incluent : la sécheresse, l'épuisement des ressources en eau et de la biodiversité, l'érosion des sols, la diminution des économies de subsistance et la cessation des activités culturelles. 

## Émissions de gaz à effet de serre
L'Afrique du Sud contribue considérablement aux émissions de CO2 en tant que 14e plus grand émetteur de CO2. Le pays se situe au-dessus de la moyenne mondiale et produisait, en 2015, 9,5 tonnes de CO2 par habitant. La cause réside en grande partie dans la production énergétique qui repose fortement sur le charbon et le pétrole. Dans le cadre de ses engagements internationaux, l'Afrique du Sud s'engage à atteindre un pic d'émissions entre 2020 et 2025.

### Secteur énergétique
L'Afrique du Sud possède un important secteur énergétique, étant la troisième plus grande économie d'Afrique. Le pays consomme 227 TWh d'électricité en 2018. La grande majorité de l'électricité de l'Afrique du Sud est produite à partir du charbon, le combustible représentant 88 % de la production en 2017. L'Afrique du Sud est le 7e producteur de charbon du monde. En juillet 2018, l'Afrique du Sud dispose d'une capacité de production d'électricité au charbon de 39 gigawatts (GW). L'Afrique du Sud est le 14e émetteur mondial de gaz à effet de serre. 

### Transport
Le secteur des transports en Afrique du Sud contribue à 10,8 % des émissions totales de gaz à effet de serre (GES) du pays. Outre les émissions directes, les émissions indirectes liées à la production et au transport des carburants génèrent également des émissions substantielles. Le transport routier, en particulier, contribue pour environ les trois quarts aux émissions totales des transports.

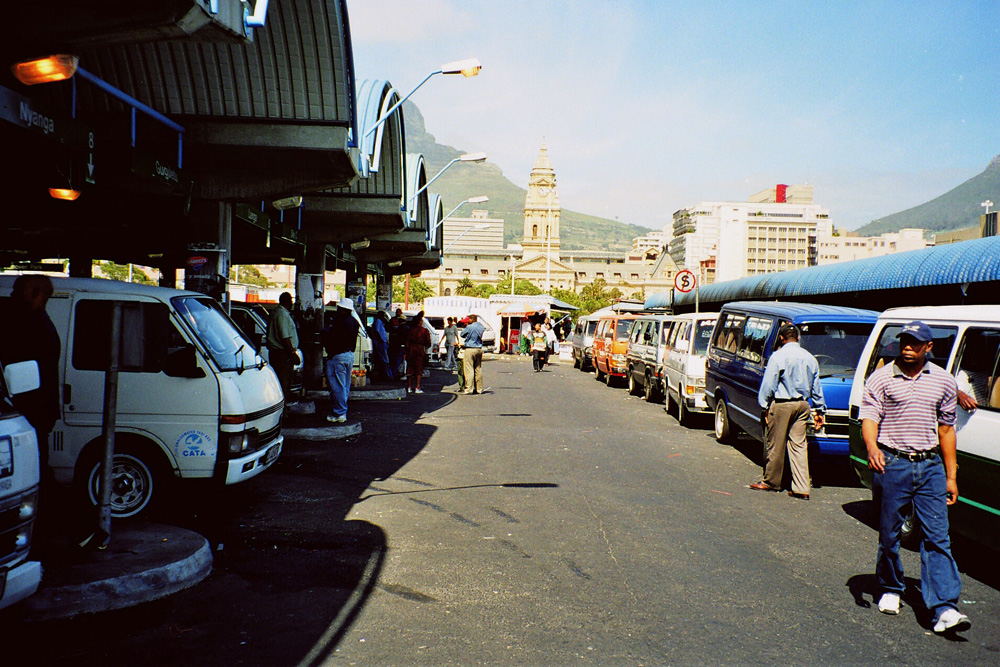
Station de taxis des minibus du Cap.

## Impacts sur le milieu naturel
Il y a différentes confirmations des effets du changement climatique en Afrique du Sud avec une diminution rapide des précipitations et des niveaux de température élevés. Le changement climatique devrait augmenter les températures en Afrique du Sud de 2 à 3 degrés Celsius d'ici le milieu du siècle et de 3 à 4 degrés Celsius d'ici la fin du siècle dans un scénario intermédiaire. Les impacts comprendront également la modification des modèles de pluie et l'augmentation de l'évaporation, augmentant la probabilité de sécheresses extrêmes.
L'Afrique souffre actuellement et à l'avenir d'importantes vagues de chaleur en raison de la nature du continent dans le contexte de la crise environnementale actuelle.

## Impacts économiques

### Agriculture
Le principal défi auquel se confronte toute nation à cause du changement climatique est son effet direct sur la sécurité alimentaire. En ce sens, l'Afrique est répertoriée comme le continent le plus vulnérable aux changements climatiques. En Éthiopie, par exemple, la production alimentaire, on note qu'il y a une augmentation des pertes de production annuelles à cause des changements climatiques d'année en année.
On s'attend à ce que l'agriculture subisse les effets négatifs des sécheresses, des précipitations réduites, des ravageurs et d'autres changements environnementaux dus au changement climatique. Des températures plus élevées en Afrique du Sud, et moins de précipitations réduiront les ressources en eau et une modifieront l'humidité du sol, entraînant une diminution de la productivité des terres cultivées.
Certaines prévisions montrent que l'approvisionnement en eau de surface pourrait diminuer de 60 % d'ici 2070 dans certaines parties du Cap-Occidental. Pour inverser les dommages causés par la mauvaise gestion des terres, le gouvernement soutient un programme qui promeut le développement durable et l'utilisation des ressources naturelles.
La production de maïs, qui contribue à une majorité de 36 % de la valeur brute des grandes cultures d'Afrique du Sud, subit les effets négatifs en raison du changement climatique. La valeur estimée de la perte, qui prend en considération des scénarios avec et sans effet de fertilisation par le dioxyde de carbone, varie entre des dizaines et des centaines de millions de rands.

### Tourisme
L'Afrique du Sud a un aspect touristique important à examiner et auquel il faut accorder une attention considérable lors de l'examen de l'impact du changement climatique. C'est un secteur sensible à mentionner mais son importance réside dans sa vulnérabilité au changement climatique qui s'accroît ces derniers temps. Les défis dépassent le fait qu'il est nécessaire d'ouvrir la voie à davantage de touristes. La principale préoccupation de l'Afrique du Sud s'étend à l'élaboration de plans d'atténuation de la pauvreté résultant du changement climatique en Afrique du Sud. Le tourisme exhorte les décideurs politiques en Afrique à améliorer les opportunités d'emploi, la croissance économique et à soutenir différentes industries. Le secteur du tourisme en Afrique du Sud affronte différents défis critiques, principalement en raison des effets du changement climatique. À cet égard, il est important de noter que le gouvernement national d'Afrique du Sud commence à mettre en œuvre de nouvelles politiques touristiques et climatiques pour surmonter les défis. Il est important de mentionner que le climat général en Afrique du Sud souffre de conditions et de changements variés. Ces variations ciblent les régions de précipitations estivales et hivernales, les zones subtropicales et les régions humides et arides.

### Impacts sur la santé
Il est prouvé que le changement climatique aura des impacts négatifs sur la santé publique en Afrique du Sud, notamment en raison de la forte proportion de personnes vulnérables. La mortalité, est déjà élevée en Afrique du Sud et augmentera à cause des facteurs de stress environnementaux et changement climatique. Le changement climatique devrait menacer la santé publique en raison du stress thermique accru, de l'augmentation des maladies à transmission vectorielle et des maladies infectieuses, de l'aggravation des phénomènes météorologiques extrêmes, du déclin de la sécurité alimentaire et de l'augmentation du stress lié à la santé mentale.

## Atténuation et adaptation
L'Afrique du Sud prévoit d'abandonner le charbon dans le secteur de l'électricité et le pays produit le plus d'énergie solaire et éolienne en térawattheures en Afrique. Le pays vise à mettre hors service 34 GW de capacité électrique au charbon d'ici 2050. Il vise également à construire au moins 20 GW de capacité de production d'énergie renouvelable d'ici 2030. L'Afrique du Sud vise à produire 77 834 mégawatts ( MW) d'électricité d'ici 2030, avec une nouvelle capacité provenant en grande partie de sources renouvelables pour atteindre les objectifs de réduction des émissions. À travers ses objectifs énoncés dans le plan de ressources intégré, le pays crée le programme d'approvisionnement des producteurs d'énergie indépendants d'énergie renouvelable, qui vise à augmenter la production d'énergie renouvelable grâce à des investissements du secteur privé.

### Energies renouvelables
L'énergie renouvelable en Afrique du Sud est l'énergie générée en Afrique du Sud à partir de ressources renouvelables, celles qui se reconstituent naturellement, telles que la lumière du soleil, le vent, les marées, les vagues, la pluie, la biomasse et la chaleur géothermique. Les énergies renouvelables se concentrent sur quatre domaines principaux : la production d'électricité, le chauffage / refroidissement de l'air et de l'eau, les transports et les services énergétiques ruraux. Le secteur de l'énergie en Afrique du Sud est une composante importante des régimes énergétiques mondiaux en raison de l'innovation et des progrès du pays dans le domaine des énergies renouvelables. Les émissions de gaz à effet de serre (GES) de l'Afrique du Sud sont classées comme modérées et son taux d'émission par habitant est supérieur à la moyenne mondiale. La demande d'énergie dans le pays devrait augmenter régulièrement et doubler d'ici 2025.

## Atténuation

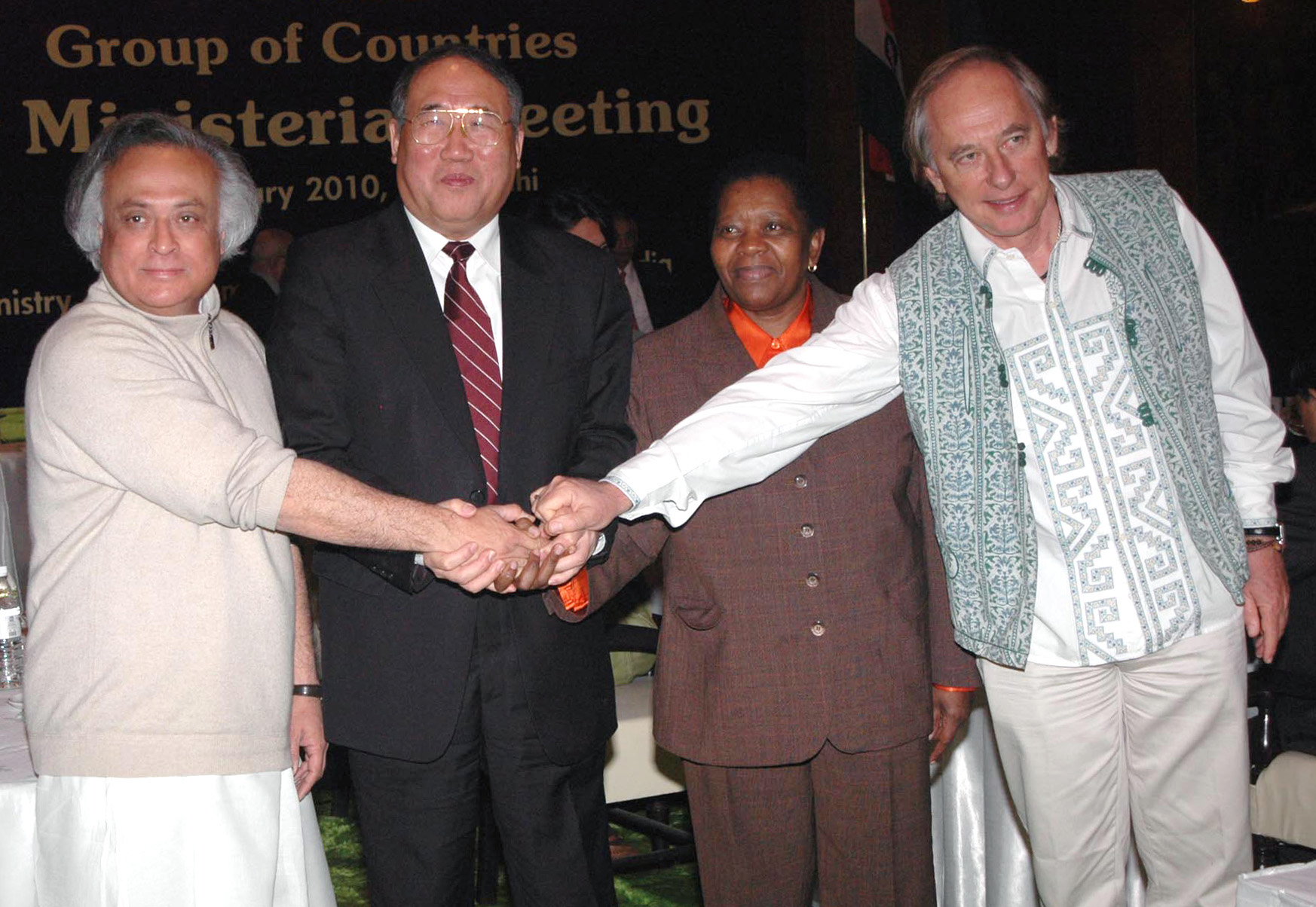
Une réunion en 2010 des ministres de l'environnement des pays BASIC, dont l'Afrique du Sud, pour discuter du changement climatique après la COP15.

Le gouvernement sud-africain s'est engagé à un pic d'émissions de CO2 entre 2020 et 2025. L'Afrique du Sud accepte de travailler avec d'autres signataires de l'Accord de Paris pour maintenir l'augmentation de la température en dessous de 2 °C. Cependant, des observateurs indépendants ont qualifié les actions actuelles du gouvernement d'insuffisantes. Cette inaction est en partie liée à la propriété gouvernementale d'Eskom, qui est responsable d'une grande partie de l'exploitation du charbon dans le pays. De même, l'économie est l'une des plus énergivores au monde, bien qu'elle n'ait pas fixé d'objectifs d'atténuation pour l'industrie. Catalyser les financements et les investissements pour la transition vers une économie et une société à faible émission de carbone est un défi majeur pour l'Afrique du Sud.
Comme tous les pays prenant parties à l'Accord de Paris, l'Afrique du Sud communiquera son inventaire des gaz à effet de serre à la CCNUCC au moins tous les deux ans à partir de 2024 au plus tard.

## Politique du gouvernement
Le gouvernement sud-africain rédige sa stratégie nationale d'adaptation au changement climatique (NCCAS). Cette stratégie présente une vision pour s'adapter au changement climatique et accroître la résilience du pays. Cette stratégie définit également les domaines prioritaires pour la réalisation de cette vision, qui comprend les ressources en eau, l'agriculture et la foresterie commerciale, la santé, la biodiversité et les écosystèmes, les établissements humains et la réduction des risques de catastrophe. Cette stratégie est élaborée pour donner suite à l'engagement du pays à respecter ses obligations dans le cadre de l'Accord de Paris en vertu de la Convention-cadre des Nations Unies sur les changements climatiques (CCNUCC).

## Société et culture

### Activisme

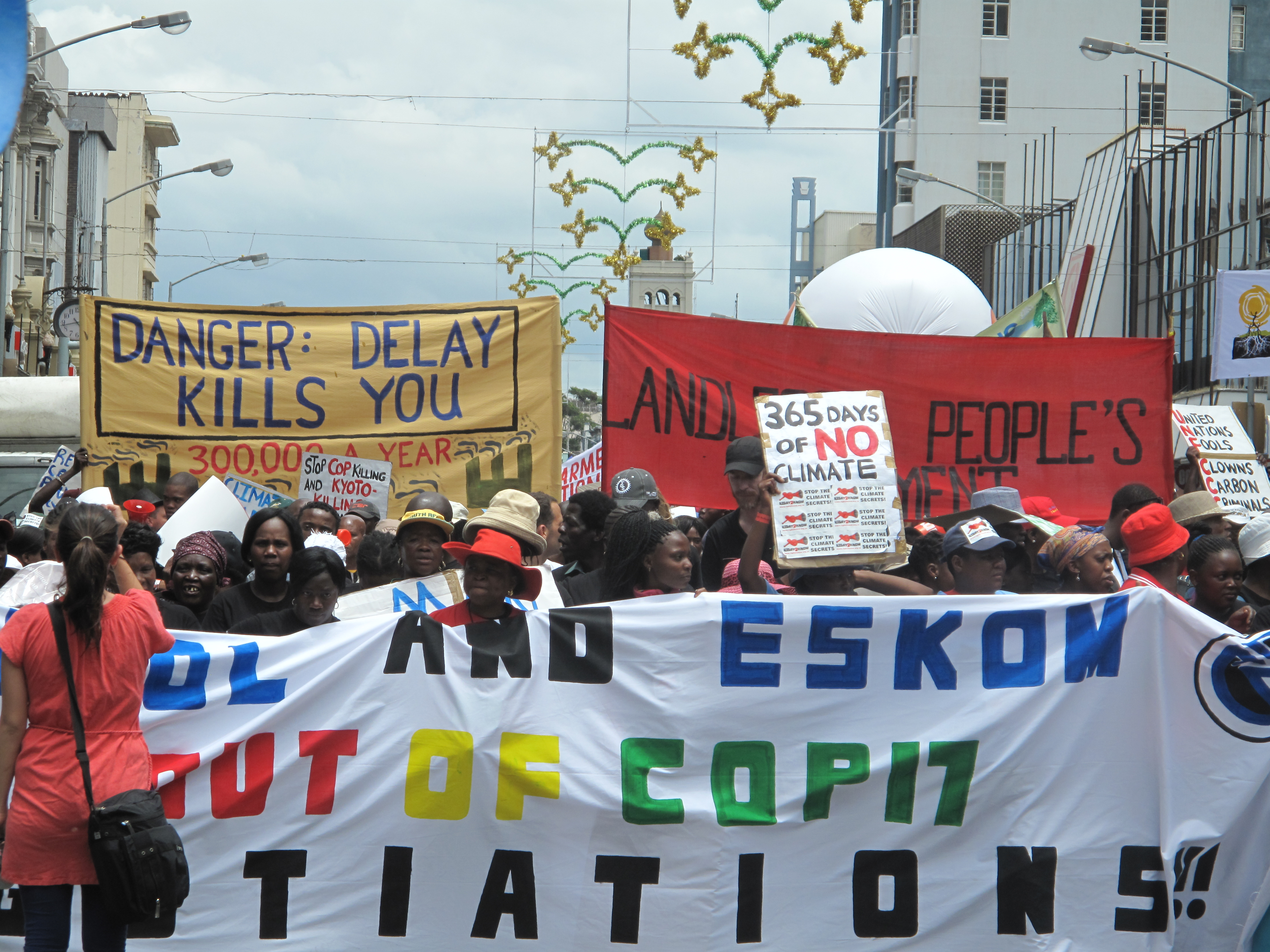
Manifestations de la Journée mondiale d'action à Durban, en 2011.

Au milieu de la Conférence des Nations Unies sur le changement climatique (COP17) de 2011 qui s'est tenue à Durban, des manifestations et des protestations sont organisées pour soulever des préoccupations sur les questions de changement climatique. Une marche rassemblant 12 000 personnes exhorte les délégués à la COP17 à prendre des mesures urgentes pour le climat. Des manifestants font une intrusion dans le lieu de la conférence au moment où les négociations se trouvent dans l'impasse.

### Sensibilisation du public

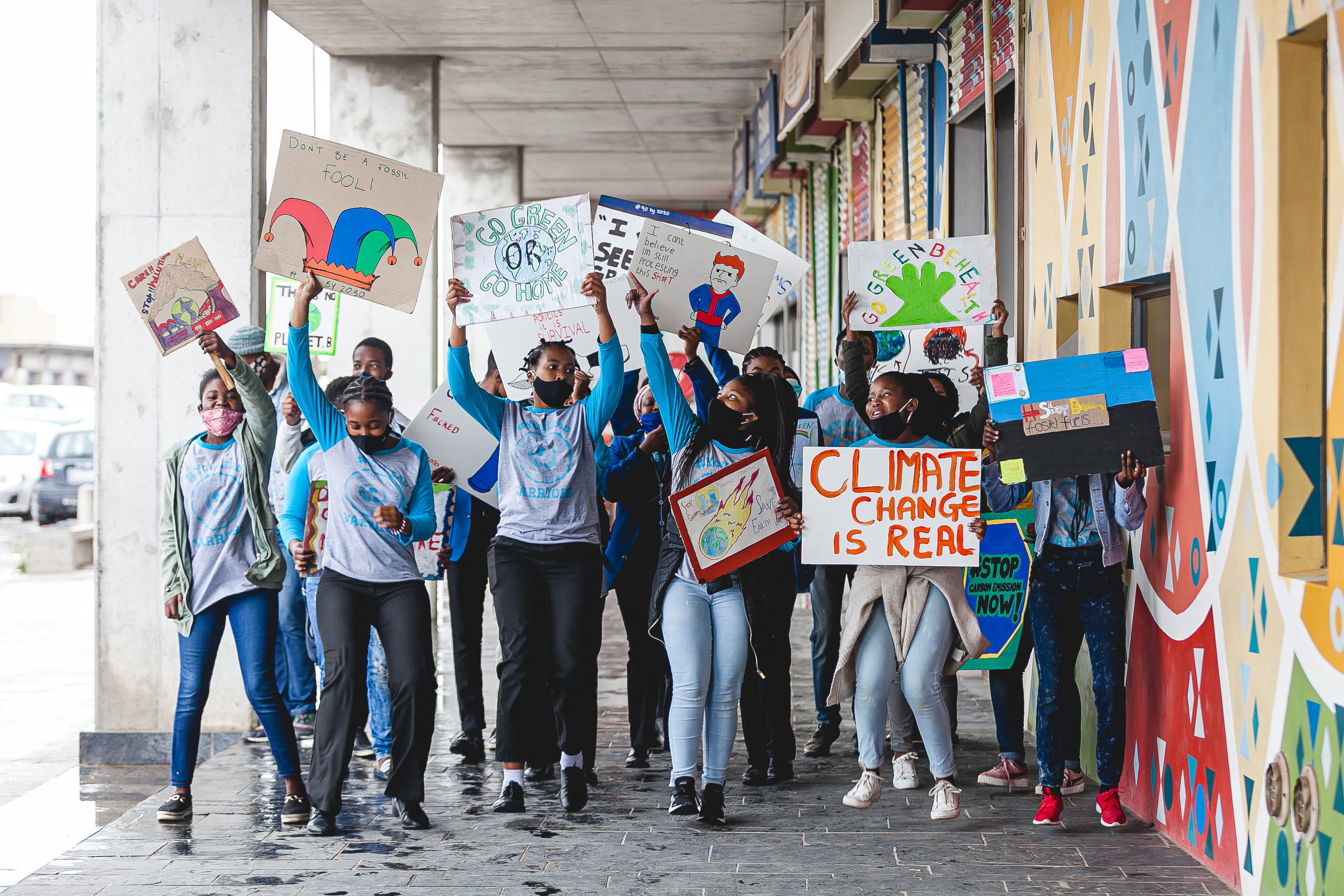
Jeunes manifestants du changement climatique en Afrique du Sud, en 2020.

La prise de conscience populaire de ces impacts potentiels augmente avec la sécheresse de 2018-2020 en Afrique australe et la crise de l'eau qui a suivi au Cap.